# Келли, Дэвид (эксперт по оружию)
Дэвид Кристофер Келли (англ. David Christopher Kelly; 14 мая 1944, Ллуинипиа, Гламорган — 17 июля 2003, Лонгуорт, Юго-Восточная Англия) — британский микробиолог, авторитет в области биологического оружия, работал в британском Министерстве обороны, а также инспектором по вооружению в специальной комиссии Организации Объединенных Наций в Ираке. Был удостоен Ордена Святых Михаила и Георгия. Келли привлек внимание общественности в июле 2003 года, когда дискуссия, которую он вел с журналистом Би-би-си Эндрю Гиллиганом о досье правительства Великобритании на оружие массового уничтожения в Ираке, была процитирована последним и привела к серьезному спору. Его имя стало известно СМИ как источник Гиллигана, и он был приглашен появиться 15 июля перед парламентским комитетом по иностранным делам, занимающимся расследованием вопросов, о которых сообщил Гиллиган. Келли настойчиво расспрашивали о его действиях. Через два дня его нашли мертвым.
Правительство премьер-министра Тони Блэра организовало публичное расследование обстоятельств смерти Келли. Следствие установило, что Келли покончил жизнь самоубийством. Причиной смерти было «кровотечение из-за резаных ран левого запястья» в сочетании с «приемом пропоксифена и атеросклерозом коронарных артерий». Лорд Хаттон принял решение, что доказательства, связанные со смертью, включая отчет о вскрытии и фотографии тела, должны оставаться засекреченными в течение семидесяти лет. Хаттон заявил, что сделал это, чтобы защитить семью Келли от шумихи в средствах массовой информации о смерти, а не с целью скрыть какие-то доказательства.
В 2009 группа британских врачей, которые не имели доступа к доказательствам, оспорили приговор Хаттона. Среди них также был Майкл Пауэрс, адвокат и бывший коронер. Они высказали свое мнение, которое было основано на опубликованных сообщениях. Они утверждали, что причина смерти была несостоятельной, артерия была мала и труднодоступна, и ее разрыв не вызвал бы достаточной потери крови, чтобы вызвать смерть. Это мнение было оспорено несколькими судебно-медицинскими патологоанатами, которые также не имели доступа к результатам вскрытия. Они заявили Guardian, что сочетание сердечной болезни, которой страдал Келли, и передозировки могло бы убить его с меньшей вероятностью, чем здорового человека. В августе 2010 года бывший лидер Консервативной партии Майкл Говард призвал провести полное расследование, а Доминик Грив, генеральный прокурор Англии и Уэльса, подтвердил, что рассматривает возможность его повторного открытия.
В октябре 2010 года был опубликован посмертный отчет, состоявший из 14-страничного отчета патологоанатома и токсикологический отчет на шесть страниц, повторив заключение доклада Хаттона. Пауэрс продолжает утверждать, что остаются вопросы о количестве крови, найденной на месте происшествия, и количестве принятых таблеток.

## Ранние годы
Келли родился в Рондде, Уэльс. Он окончил Лидский университет со степенью бакалавра и впоследствии получил степень магистра в Бирмингемском университете. В 1971 году он получил докторскую степень по микробиологии в Linacre College, Оксфорд, за диссертацию «Репликация некоторых радужных вирусов в клеточных культурах». В 1984 году он был принят на государственную службу, работал в лаборатории оборонной науки и техники в качестве главы отдела оборонной микробиологии. Оттуда он перешел на работу в качестве специального советника Министерства обороны и Министерства иностранных дел.

## Карьера
В 1989 году Келли принимал участие в расследовании нарушений Советским Союзом конвенции 1972 года о биологическом оружии и был руководителем инспекционной группы, неоднократно посещавшей СССР и бывшие советские государства с 1991 по 1994 год. Благодаря его опыту работы с биологическим оружием в Портон-Дауне он был выбран инспектором Организации Объединенных Наций по оружию в Ираке после окончания войны в Персидском заливе. В качестве члена группы UNSCOM Келли посетил Ирак тридцать семь раз. Его успех в раскрытии иракской программы биологического оружия привел к тому, что Рольф Экеус выдвинул его кандидатуру на Нобелевскую премию мира. В 1996 году он стал кавалером Ордена Святого Михаила и Святого Георгия. Хотя он никогда не был членом разведывательных служб, Секретная разведывательная служба (MI6) регулярно запрашивала его мнение по Ираку и другим вопросам. В 1999 году Келли обратился монотеистическую религию Бахаи. С этой верой его познакомил Мэй Педерсон, американский военный лингвист и разведчик.

## Смерть
Утром 17 июля 2003 года Келли, как обычно, работал дома в Оксфордшире. Он отвечал на многочисленные письма поддержки его друзей, которые получил по случаю освещения в СМИ его публичного выступления за два дня до этого. Одним из электронных адресов, на которые он отправил в тот день письма, был адрес журналистки New York Times Джудит Миллер, которая использовала Келли в качестве источника в книге по биотерроризму, и в которой Келли упомянул «много темных игроков». Он также получил электронное письмо от своего начальства в Министерстве обороны с просьбой предоставить более подробную информацию о его контактах с журналистами. Незадолго до 15:00 начальник Келли позвонил ему домой и говорил с ним в течение нескольких минут. Он позвонил Келли снова около 15:20, на звонок ответила миссис Келли, которая сказала, что ее супруг вышел на прогулку. Похоже, он направился прямо в лесистую местность Harrowdown Hill, примерно в миле от своего дома, где проглотил предположительно 29 таблеток обезболивающих, а затем порезал левое запястье ножом, который принадлежал ему с юных лет. Ближе к полуночи его жена сообщила, что он пропал. Тело Келли было найдено мертвым рано утром. В ходе интервью во время полета в Гонконг в тот день, Блэр отрицал, что кто-либо был уполномочен раскрыть личность Келли.